# Piave (formatge)
El piave és un formatge de pasta premsada cuita elaborat amb llet de vaca a les Dolomites, a la província de Belluno, regió del Vèneto. Pren el nom del riu homònim.
El formatge piave té una textura densa, sense forats, i és de color groc palla. Té un sabor lleugerament dolç. Un cop plenament envellit, es converteix en prou dur per ratllar, i desenvolupa un sabor intens, amb cos.
Existeixen les següents varietats:
- Piave Fresco D.O.P. (20-60 dies),
- Piave Mezzano D.O.P. (3-6 mesos)
- Piave Vecchio D.O.P. (més de 6 mesos),
- Piave Vecchio Selezione Oro D.O.P. (més de 12 mesos)
- Piave Vecchio Riserva D.O.P. (més de 18 mesos).